# Takács Antal (olvasztár)
Takács Antal (1912–1979) Kossuth-díjas olvasztár, a Lenin Kohászati Művek munkatársa, a diósgyőri II-es kohó főolvasztára.

## Élete
1959-ben megkapta a Kossuth-díj III. fokozatát, az indoklás szerint „a kohó csapolónyílásának karbantartásával kapcsolatos új eljárás kidolgozásáért, továbbá a ferromangángyártás Diósgyőrött történő megvalósítása érdekében kifejtett tevékenységéért”.
Több évig Mezőkövesden élt családjával, innen járt be dolgozni a Diósgyőri Lenin Kohászati Művekbe. 1970-ben Budapestre költöztek. Három fia (István, Antal, József) és két lánya (Erzsébet és Mária) született. 